# Umberto Bindi
Umberto Bindi (ur. 12 maja 1932 w Bogliasco koło Genui, zm. 23 maja 2002 w Rzymie) – włoski piosenkarz i kompozytor.
Umberto Bindi razem z takimi piosenkarzami jak Gino Paoli, Fabrizio De André, Bruno Lauzi i Luigi Tenco był reprezentantem tzw. Scuola genovese dei cantautori (dosł. genueńskiej szkoły śpiewających autorów), ugrupowania artystów, którzy postawili sobie za cel gruntowne odnowienie włoskiej muzyki popularnej na przełomie lat 50. i 60. Najbardziej znane jego piosenki to: „Arrivederci” (1958), „Il nostro concerto” (1960) i „Il mio mondo” (1963), spopularyzowany na świecie przez Cillę Black pod tytułem „You're My World”.

## Życiorys

### Początki
Umberto Bindi urodził się jako syn Włoszki i Francuza. Jego dziadek był pianistą, a wuj – znanym tenorem. W wieku 12 lat rozpoczął naukę gry na fortepianie pod kierunkiem Trettiego. W tym samym okresie zaczął grać na akordeonie. W wieku młodzieńczym zaczął też interesować się sztuką operową, musicalem, operetką, komedią muzyczną czy wreszcie muzyką filmową. W wieku 16 lat porzucił naukę w szkole średniej, aby poświęcić się komponowaniu. Studiował w konserwatorium, które ukończył z dyplomem. Wśród przedstawicieli ugrupowania zwanego scuola genovese dei cantautori Umberto Bindi był tym, który miał wyższe wykształcenie muzyczne, natomiast nigdy nie pisał tekstów.

### Lata 50.
Pierwszą swoją piosenkę, „T'ho perduto” napisał w 1950 roku. W 1952 roku skomponował następną piosenkę, „La passerella”, a w 1954 stworzył muzykę do wystawianej na Lido di Venezia rewii, w której udział wzięli tacy aktorzy jak: Paolo Villaggio, Rosanna Schiaffino i Marisa Alassio. To z muzyki do tej rewii wywodziły się jego sławne później piosenki takie jak: „Riviera” (1954) i „Non so” (1955). W 1956 roku napisał muzykę do komedii I nodi al pettine, z której pochodzi piosenka „Piove a Roma”. W 1957 roku kompozytor Franco Mannino odkrył Umberta Bindiego i zlecił mu napisanie walczyka w stylu francuskim; tak powstała piosenka „Il barcarolo della Senna”, pierwsza opublikowana kompozycja młodego artysty. W tym okresie Umberto Bindi pokazał się w salonach Genui razem z poetą Pier Maria Virgilio i z Joe Sentierim, który śpiewał takie jego piosenki, jak „Aimèz vous Paris?”. W 1958 roku napisał muzykę do kolejnej komedii, Oscar non ti spogliare, wystawianej przez studentów. Dzięki dyrygentowi Tony’emu De Vita i jego wsparciu finansowemu mógł wystąpić w studio mediolańskiej wytwórni płytowej Ariston, gdzie zaprezentował piosenkę „Odio”. Reżyser Silverio Blasi zlecił młodemu kompozytorowi napisanie muzyki do komedii telewizyjnej Non te li puoi portare appresso. W tym samym roku Alfredo Rossi z wytwórni płytowej Ariston zaangażował go do napisania piosenki „I trulli di Allberobello”, którą zgłosił na 8. Festiwal Piosenki Włoskiej w San Remo. Piosenka, wykonana przez troje wykonawców: Aurelia Fierra, Duo Fasano i Trio Joyce, nie przeszła jednak do finału, pozostając za to przez 3 tygodnie w pierwszej dziesiątce listy przebojów 1958 roku.
W tym czasie Bindi napisał już kilka innych piosenek (większość we współpracy z Giorgiem Calabrese), zwłaszcza „Arrivederci”.
W tym samym czasie, za pośrednictwem braci Gian Piera i Gianfranca Reverberich, którzy mieszkali niedaleko jego domu, poznał Bruna Lauziego i Luigiego Tenca. Gina Paolego poznał nieco później, bo już w latach 60..
Lata 1958 i 1959 okazały się decydujące; Bindi spotkał Nanniego Ricordi (z wytwórni Ricordi) i Giampiera Boneschiego. Don Marino Barreto Jr. przesłuchał kilka jego piosenek i zdecydował się wybrać na swój singiel „Arrivederci” razem z własną piosenką „Angelitos negros”; „Arrivederci” zajęła pierwsze miejsce na liście najlepiej sprzedawanych singli roku 1959 stając się sukcesem Umberta Bindiego. Wkrótce też i inni wykonawcy chcieli ją nagrać. Również Bindi postanowił ją nagrać. Było to jego debiutanckie nagranie dla wytwórni Ricordi. Powstały dwie wersje utworu, jedna krótka, a druga, sentymentalna w nastroju, nagrana tylko na głos i fortepian. Piosenka zyskała międzynarodowy rozgłos, głównie za sprawą amerykańskiego trębacza jazzowego Cheta Bakera.
Don Marino Barreto Jr. zamówił u Bindiego dwie następne piosenki, „Nuvola per due” i „Non so” (obie z tekstami Giorgia Calabrese), jednak Nanni Ricordi zdecydował, że piosenki te tym razem nagra sam Bindi. Obie cieszyły się zainteresowaniem, choć mniejszym, niż „Arrivederci”.

### Lata 60.
W 1960 roku, na fali sukcesu „Arrivederci” ukazał się debiutancki album LP Bindiego, zatytułowany: Umberto Bindi e le sue canzoni, wydany przez Ricordi. W tym samym roku piosenka „È vero”, do której tekst napisał Nicola Salerno (ukrywający się pod pseudonimem Nisa), została zgłoszona na Festiwal w San Remo, gdzie wykonali ją Mina (w wersji urlatori) i Teddy Reno (w wersji szeptanej); piosenka zajęła 8. miejsce.
Kolejnym potwierdzeniem pozycji artysty Bindiego stała się za to piosenka „Il nostro concerto” (również z tekstem Calabrese), w której pobrzmiewają tematy kilku kompozytorów angielskich („Koncertu warszawskiego” Richarda Addinsella i „Cornish Rhapsody” Huberta Batha) oraz II koncertu fortepianowego Siergieja Rachmaninowa. Piosenka, nietypowa jak na ówczesne czasy, z wstępem instrumentalnym, trwająca 5 i pół minuty, zdobyła jednak szybko popularność we Włoszech, dochodząc w lipcu do 1. miejsca na liście przebojów i zajmując 2. miejsce na liście najlepiej sprzedawanych singli roku 1960; okazała się też najlepiej sprzedawanym singlem w jego karierze.
W 1961 roku Umberto Bindi zdecydował się osobiście wystąpić na Festiwalu w San Remo z piosenką „Non mi dire chi sei” (tekst: Calabrese), zaśpiewaną w parze z Mirandą Martino; piosenka zajęła 11. miejsce. Podczas występu sensację wzbudził pierścionek z brylantem na palcu Bindiego. Od tej chwili jego orientacja homoseksualna, której nigdy nie ukrywał, zaczęła być powodem jego dyskryminacji. W tym samym roku ukazał się też kolejny LP artysty, zatytułowany Umberto Bindi. Poza wspomnianym już „Il nostro concerto” zawierał kolejny przebój, „Riviera”, napisany na cześć rodzinnej Ligurii (nagrany następnie we Francji przez Georges’a Moustaki) a także „Noi due”, „Appuntamento a Madrid” czy „Girotondo per i grandi”.
Oba albumy były jedynymi wydanymi w latach 60. płytami długogrającymi Bindiego, który tymczasem zmienił wytwórnię Ricordi na rzecz RCA. Nagrał również i dla niej szereg przebojów, wydanych na singlach, takich jak: „Un ricordo d'amore” (tekst: Gino Paoli), „Vacanze” (tekst: Rossi), „Vieni, andiamo” (tekst: Ofir-Bardotti), „Quello che c'era un giorno”, „Un'uomo che ti ama” (obie z tekstem Rossiego), „Ave Maria” (1964, tekst: Siberna), „Il giorno della verità” (tekst: Paoli) i najsłynniejszy z nich, „Il mio mondo” (tekst: Paoli), wylansowany na świecie przez brytyjską piosenkarkę Cillę Black pod anglojęzycznym tytułem „You’re My World”; piosenka w 1964 roku okupowała przez 14 tygodni 1. miejsce na liście przebojów w Wielkiej Brytanii; podobny sukces odniosła w Belgii i we Francji (Richard Anthony) a później także i za oceanem: w 1976 roku powtórzona przez Dionne Warwick (w aranżacji Burta Bacharacha) oraz Helen Reddy i wreszcie przez Toma Jonesa w roku 1978.

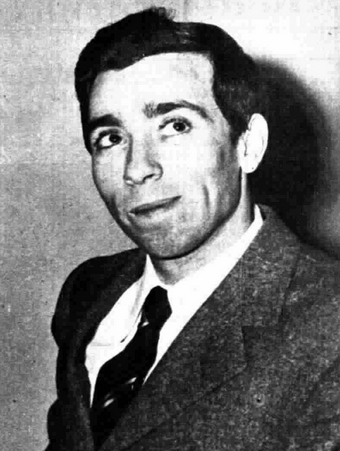
Umberto Bindi (1965)

Z czasem jednak Bindi zaczął napotykać coraz większe trudności, częściowo z powodu inwazji muzyki big-beatowej, a także z powodu swego non-konformizmu i nieskrywanej orientacji homoseksualnej (pokazywał się na scenie ubrany w futro); wszystko to tworzyło wokół niego atmosferę niezrozumienia. W tym czasie pisał piosenki dla innych wykonawców jak „Passo su passo” (tekst: Franco Migliacci), zgłoszona na Festiwal w San Remo 1964, gdzie wykonali ją Claudio Villa i Little Peggy March, jednak bez powodzenia.
W 1965 roku przeszedł do wytwórni CGD, ale znów, na skutek interwencji pewnych osób, współpraca nie doszła do skutku. W tym samym roku napisał muzykę do sztuki Turandot Carla Gozziego w reżyserii Beppe Menegattiego, z udziałem Carli Fracci, Giulia Brogiego, Ottavii Piccolo, Paola Poli i tancerzy Maggio Musicale Fiorentino. Sam wziął w niej udział jako aktor, uczestnicząc w tournée, które trwało przez całe lato.
Powrócił ponownie do wytwórni Ariston i napisał kolejne piosenki na Festiwal w San Remo; pierwszą z nich była „Di fronte all'amore” (1965, tekst: Simoni), wykonywana przez Gianniego Mascola i Dusty Springfield podzieliła jednak los swojej poprzedniczki z 1964 roku. Została później nagrana przez francuskiego piosenkarza Richarda Anthony pod tytułem „Il est temps de comprendre”. W 1967 roku kolejna jego piosenka pojawiła się w San Remo – „La musica è finita” (współautorzy: Nisa i Franco Califano) odnosząc wreszcie sukces – wykonywana przez Maria Guarnera i Ornellę Vanoni piosenka osiągnęła 4. miejsce; ponadto przez 2 tygodnie przewodziła włoskiej liście przebojów. Doczekała się również międzynarodowego wykonania; zaśpiewał ją (z angielskim tekstem) Robert Plant, zanim w 1968 roku został członkiem grupy Led Zeppelin. W 1968 roku kolejna jego piosenka wzięła udział w San Remo, tym razem była to „Per vivere” (tekst: Nisa); wykonywana przez Ivę Zanicchi i Udo Jürgensa nie przeszła jednak do finału.
Po 4 latach milczenia Umberto Bindi nagrał wreszcie własne piosenki: „Per vivere” i „Storia al mare” (1968, Ariston) oraz „Mare” i „Ma perché” (1969, Variety).
Okres lat 60. i początek 70. w karierze Bindiego cechowały wielkie hity (na początku dekady) i rosnące rozczarowania w okresie późniejszym; artyście zaczęło brakować entuzjastycznych słuchaczy jego piosenek oraz zainteresowania prasy, która zajmowała się teraz młodymi, wschodzących gwiazdami, dotknął go też bojkot ze strony państwowej telewizji, nie akceptującej jego odmienności. Bindi, aby przeżyć, zdecydował się występować w piano barach na najlepszych statkach wycieczkowych. W wolnych chwilach pozostawał w domu słuchając ulubionych oper i komponując melancholijne melodie.

### Lata 70.
Nagrany w 1972 roku album Con il passare del tempo był pierwszym, jaki się ukazał po 11-letniej przerwie. Zawarte na nim kompozycje cechowały maestria i wyrafinowanie. Wyróżniały się npiosenki: „Io e la musica”, do której tekst napisał Bruno Lauzi, „Scusa” z tekstem Caravagliosa i Marenga, „Per un piccolo eroe” z tekstem Franki Mazzoli oraz nowa wersja „Il mio mondo”. Do dwóch piosenek teksty napisał również Giorgio Calabrese: „Un uomo solo” i „Due come noi”. Za orkiestrację albumu odpowiedzialny był mało wówczas znany we Włoszech amerykański kompozytor Bill Conti. Album wydała wytwórnia West Record, należąca do Aurelia Fierra. W 1975 roku Bindi otrzymał nagrodę Targa Tenco.
W 1976 roku w programie telewizyjnym Adesso musica Bindi przedstawił swój nowy album, Io e il mare. Zaprezentował się na nim bardziej jako kompozytor, niż jako piosenkarz – cztery utwory były wyłącznie instrumentalne. Album artysta dedykował tragicznie zmarłej matce Tekst do tytułowego utworu napisał Bruno Lauzi. Piosenki poświęcone zostały morzu („Il ragazzo dell’isola”), Genui („Genova”) i zagadnieniom egzystencjalnym („Albatros” z tekstem Vita Pallaviciniego. Autorem orkiestracji był tym razem młody gitarzysta, kompozytor i aranżer Bruno Battisti D’Amario, który swoimi wyrafinowanymi aranżacjami nadał albumowi spoistość. Dwa utwory, „L’alba” i „Bogliasco notturno”, wydane również na singlu, przywodzą na myśl najlepsze obrazy francuskich impresjonistów. Album nie spotkał się jednak z odzewem. W tym momencie Bindi powrócił do śpiewania na statkach oraz w night clubach. 30 maja 1979 roku wziął udział w programie telewizyjnym Secondo me, prowadzonym przez duet Ric e Gian w Antenna Tre.

### Lata 80.
W 1982 roku, przy wsparciu poety i przyjaciela Sergia Bardottiego nagrał album D’ora in poi; Bardotti był autorem tekstów oraz producentem. Ponieważ ze względów finansowych nie udało się wynająć orkiestry, aranżacje piosenek powierzono po raz pierwszy zespołowi elektronicznemu, kierowanemu przez Fia Zanottiego. Album jednak sprzedawał się bardzo słabo.
W 1985 Alfredo Rossi, pierwszy wydawca Bindiego, postanowił wznowić produkcję i zrealizować jeden z pierwszych albumów będących hołdem dla żyjącego artysty. Album, zatytułowany Bindi, miały tworzyć nagrania znanych artystek, przypominających w duecie z nim jego największe przeboje. Sam Bindi przypomniał jeden ze swoich dawnych hitów, „Il nostro concerto”. W duecie z Anną Identici wykonał „Se ci sei”, później samodzielnie „Lasciatemi sognare” i „Nuvola per due”, po czym: „Il mio mondo” (z Loredaną Bertè, „Arrivederci” z Sônią Bragą, „È vero” (z Celeste Johnson), „Amare te” (samodzielnie), „Chiedimi l’impossibile” (z Antonellą Ruggiero), „Un ricordo d’amore” (samodzielnie), „Un giorno, un mese, un anno” (z Fiorellą Mannoią), „Il confine” (samodzielnie), „La musica è finita” (z Ornellą Vanoni) i na zakończenie – fragment „Il nostro concerto”.
W 1988 roku w programie Maurizio Costanzo Show ujawnił szczegóły ze swego życia prywatnego.

### Lata 90.
W 1992 roku wydano, poświęcony Bindiemu, zbiór świadectw głównych krytyków i historyków piosenki włoskiej. W roku następnym Bindi wziął udział w tournée teatralnym z dawnym przyjacielem Brunem Martinem. Podczas jednego z koncertów obaj nagrali album CD, zatytułowany Il nostro concerto, sprzedawany wyłącznie podczas koncertów.
W 1996 roku ukazała się antologia Il mio mondo. W tym samym roku Bindi wziął udział w Festiwalu w San Remo, wykonując wspólnie z zespołem New Trolls piosenkę „Letti” (tekst: Renato Zero). Piosenka zajęła w finale ostatnie, 20. miejsce. Renato Zero wyprodukował również wydany w tym samym roku album Bindiego Di coraggio non si muore.
W 1999 roku Bindi wszedł w skład jury Festiwalu w San Remo.

### XXI wiek
W 2000 roku wytwórnia BMG w serii Flashback: I grandi successi originaliwydała podwójny album CD z pierwszymi, największymi przebojami Bindiego. Wydawnictwo sprzedawano początkowo w drodze korespondencyjnej, a po śmierci artysty – również w sklepach.
Ostatnie lata życia upłynęły Bindiemu w biedzie. W kwietniu 2002 roku Gino Paoli nagłośnił w mediach tzw. „przypadek Bindiego” („caso Bindi”); Bindi mieszkał wówczas w skromnym domu na wsi pod Rzymem. Był pozbawiony dochodów, ponieważ wpływy z jego praw autorskich szły na poczet spłaty jego długów, fiskus zajął nawet jego fortepian. Był poza tym fizycznie osłabiony ze względu na założenie czterech bypassów w związku z chorobą serca. W efekcie został objęty tzw. Prawem Bacchelli (o pomocy dla zubożałych artystów), ale nie pomogło mu to. Miesiąc później, 23 maja 2002 roku zmarł w szpitalu Spallanzani w Rzymie.
Uroczystości pogrzebowe zorganizowano w bazylice Santa Maria in Montesanto (znanej też jako kościół artystów) przy Piazza del Popolo. Na prośbę burmistrza Waltera Veltroniego koszty pogrzebu pokryła gmina. We wrześniu tego samego roku szczątki artysty zostały przeniesione z Rzymu na mały cmentarz w Bogliasco. Stało się tak na życzenie siostry artysty, Marisy i za zgodą burmistrza Pietro Canepy, który na koszt gminy udostępnił rodzinie miejsce pochówku. Jak wyjaśnił: „to mała inicjatywa ku pamięci wielkiego piosenkarza i autora piosenek. Będziemy kontynuować inicjatywy ku pamięci Bindiego”.

## Premio Bindi
W 2005 roku gmina Santa Margherita Ligure zainaugurowała festiwal, podczas którego nagradzani są autorzy piosenek i zespoły muzyczne, którzy piszą własne piosenki. Nagroda dla zwycięzcy została nazwana, na cześć Bindiego, Premio Bindi. Pierwszym jej laureatem został zespół Lomé.

## Dyskografia

### Albumy

#### Albumy studyjne
- 1960 – Umberto Bindi e le sue canzoni (Ricordi)
- 1961 – Umberto Bindi (Ricordi)
- 1972 – Con il passare del tempo (West Record)
- 1976 – Io e il mare (Durium)
- 1982 – D'ora in poi (Targa) (wznowiony w 1996 jako: Le voci della sera przez D.V. More Records)
- 1985 – Bindi (Ariston)
- 1996 – Di coraggio non si muore (Fonopoli Stage)

#### Kompilacje
- 1996 – Il mio mondo (antologia)
- 2000 – Umberto Bindi (2cd) (antologia BMG Ricordi/Ricordi, seria Flashback: I grandi successi originali)
- 2002 – Umberto Bindi (2cd) (antologia BMG Italy/BMG Ricordi)
- 2005 – Il mio mondo...Umberto Bindi (antologia Rai Trade)

#### Albumy nagrane z innymi artystami
- 1994 – Il nostro concerto (z Brunem Martinem; wydawnictwo limitowane)

### Single
Lista według Discografia Nazionale della Canzone Italiana:
- 1959 – „Arrivederci”/„Odio” (Ricordi)
- 1959 – „Amare te”/„Nuvola per due” (Ricordi)
- 1959 – „Girotondo per i grandi”/„Basta una volta” (Ricordi)
- 1959 – „Tu”/„Non so” (Ricordi)
- 1960 – „Un giorno, un mese, un anno”/„Lasciatemi sognare” (Ricordi)
- 1960 – „Appuntamento a Madrid”/„Il confine” (Ricordi)
- 1960 – „È vero”/„Luna nuova sul Fuji-Yama” (Ricordi)
- 1960 – „Il nostro concerto”/„Un giorno, un mese, un anno” (Ricordi)
- 1960 – „Se ci sei”/„Chiedimi l'impossibile” (Ricordi)
- 1960 – „Un paradiso da vendere”/„Marie Claire” (Ricordi)
- 1961 – „Non mi dire chi sei”/„Amare te” (Ricordi)
- 1961 – „Riviera”/„Vento di mare” (Ricordi)
- 1961 – „Noi due”/„Appuntamento a Madrid” (Ricordi)
- 1961 – „Ninna nanna”/„Girotondo per i grandi” (Ricordi)
- 1962 – „Jane”/„Carnevale a Rio” (Ricordi)
- 1962 – „Un ricordo d'amore”/„Vacanze” (RCA)
- 1963 – „Il mio mondo”/„Vieni, andiamo” (RCA)
- 1964 – „Ave Maria”/„Un uomo che ti ama” (RCA)
- 1964 – „Quello che c'èra un giorno”/„Il giorno della verità” (RCA)
- 1968 – „Per vivere”/„Storia al mare” (Ariston)
- 1969 – „Mare”/„Ma perché” (Variety)
- 1976 – „Io e il mare”/„Flash” (Durium)
- 1976 – „L'alba”/„Bogliasco notturno” (Durium)
- 1996 – „Letti” (z New Trolls)/Chiara/„Miracolo miracolo” (tylko New Trolls) (Fonopoli Stage)

### EP-ki
Lista według Discografia Nazionale della Canzone Italiana:
- 1959 - „La sua voce, il suo pianoforte e le sue canzoni” (Ricordi)

„Arrivederci”/„Odio”/„Nuvola per due”/„Amare te”
- 1959 – „Girotondo per i grandi” (Ricordi)

„Girotondo per i grandi”/„Basta una volta”/„Tu”/„Non so”
- 1960 – „Un giorno, un mese, un anno” (Ricordi)

„Un giorno, un mese, un anno”/„Lasciatemi sognare”/„Appuntamento a Madrid”/„Il confine”
- 1960 – „Il nostro concerto” (Ricordi)

„Il nostro concerto”/„Chiedimi l'impossibile”/„Un paradiso da vendere”/„Se ci sei”
- 1964 – „Il mio mondo” (RCA Victor)

„Un ricordo d'amore”/„Vacanze”/„Il mio mondo”/„Vieni, andiamo”